# Dolina Goryczkowa Świńska

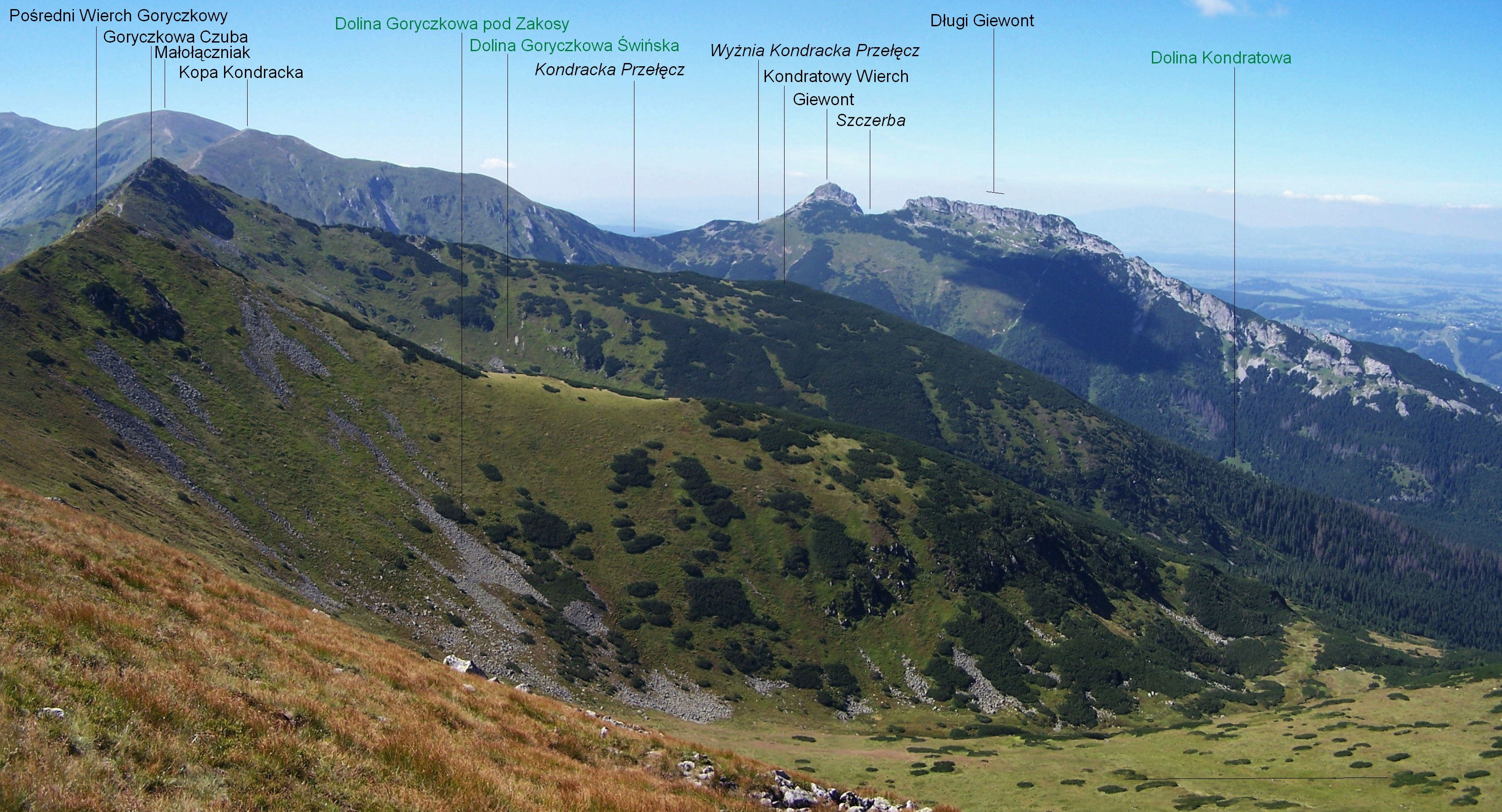
Blick vom Kasprowy Wierch

Die eiszeitlich durch Gletscher geformte Dolina Goryczkowa Świńska ist ein Tal in der polnischen Westtatra in der Woiwodschaft Kleinpolen. Es befindet sich auf dem Gemeindegebiet von Zakopane im Powiat Tatrzański.

## Geographie
Das Tal ist ein südliches Seitental des Tals Dolina Goryczkowa, das wiederum ein Seitental des Haupttals Dolina Bystrej ist. Es ist von bis zu 1913 Meter hohen Bergen umgeben, u. a. der Goryczkowa Czuba. Die Felswände im Tal sind aus Kalkstein und Granit.
Das Tal fällt von Süden nach Norden von ungefähr 1913 Höhenmetern auf 1350 Höhenmeter herab. Es wird vom Gebirgsfluss Świński Potok durchflossen. Die Gewässer des Tals fließen zu einem großen Teil unterirdisch.

## Etymologie
Der Name lässt sich übersetzen als „Schweinetal des Goryczk“. Der Name rührt von der Alm Hala Goryczkowa und dem Namen des Gebirgsbachs, der es durchfließt.

## Flora und Fauna
Das Tal liegt oberhalb der Baumgrenze und wird von Bergkiefern bewachsen. Das Tal ist Rückzugsgebiet für zahlreiche Säugetiere und Vogelarten.

## Klima
Im Tal herrscht Hochgebirgsklima.

## Almwirtschaft
Vor der Errichtung des Tatra-Nationalparks im Jahr 1954 wurde das Tal für die Almwirtschaft genutzt. Danach wurden die Eigentümer der Almen enteignet bzw. zum Verkauf gezwungen. Die größte Alm im Tal war die Hala Goryczkowa. 

## Tourismus
Durch das Tal führen keine Wanderwege, jedoch Skipisten. Das Tal ist Teil des Skigebiets Kasprowy Wierch.

## Panorama

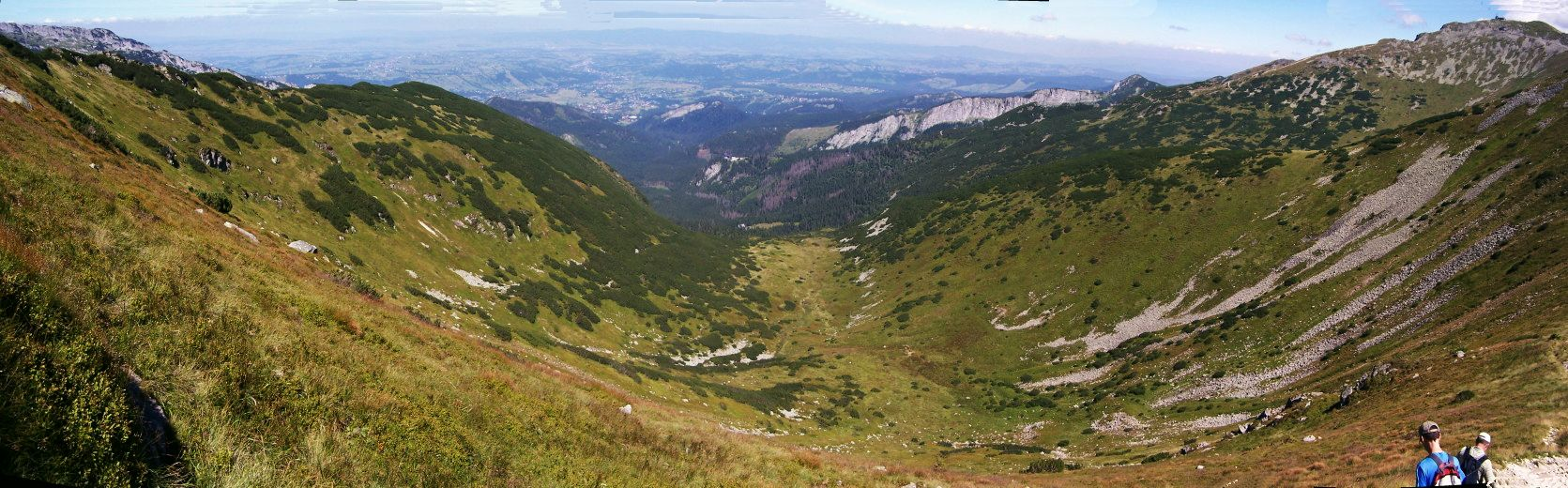
Panorama vom Hauptkamm der Tatra